# Alte Süderelbe
Die Alte Süderelbe ist ein Altarm der Elbe und seit den 1970er Jahren ein als langgestreckter See zu bezeichnendes Gewässer im Südwesten von Hamburg zwischen den Stadtteilen Finkenwerder und Francop. Mit einer Fläche von 60 ha ist es nach der Alster und dem Hohendeicher See der drittgrößte See auf Hamburger Stadtgebiet.

„Die Alte Süderelbe erstreckt sich bei einer maximalen Breite von 150 m auf einer Länge von ca. 5700 m und weist damit eine von West nach Ost gerichtete langgestreckte Form auf. Das Becken ist durch Schwebstoffeintrag sowie Eutrophierungsfolgen verflacht und erreicht in Gewässermitte noch Tiefen von 1,5–2,0 m. Wassertiefen von bis zu 3,5 m sind lediglich im westlichen Teil der Alten Süderelbe anzutreffen“

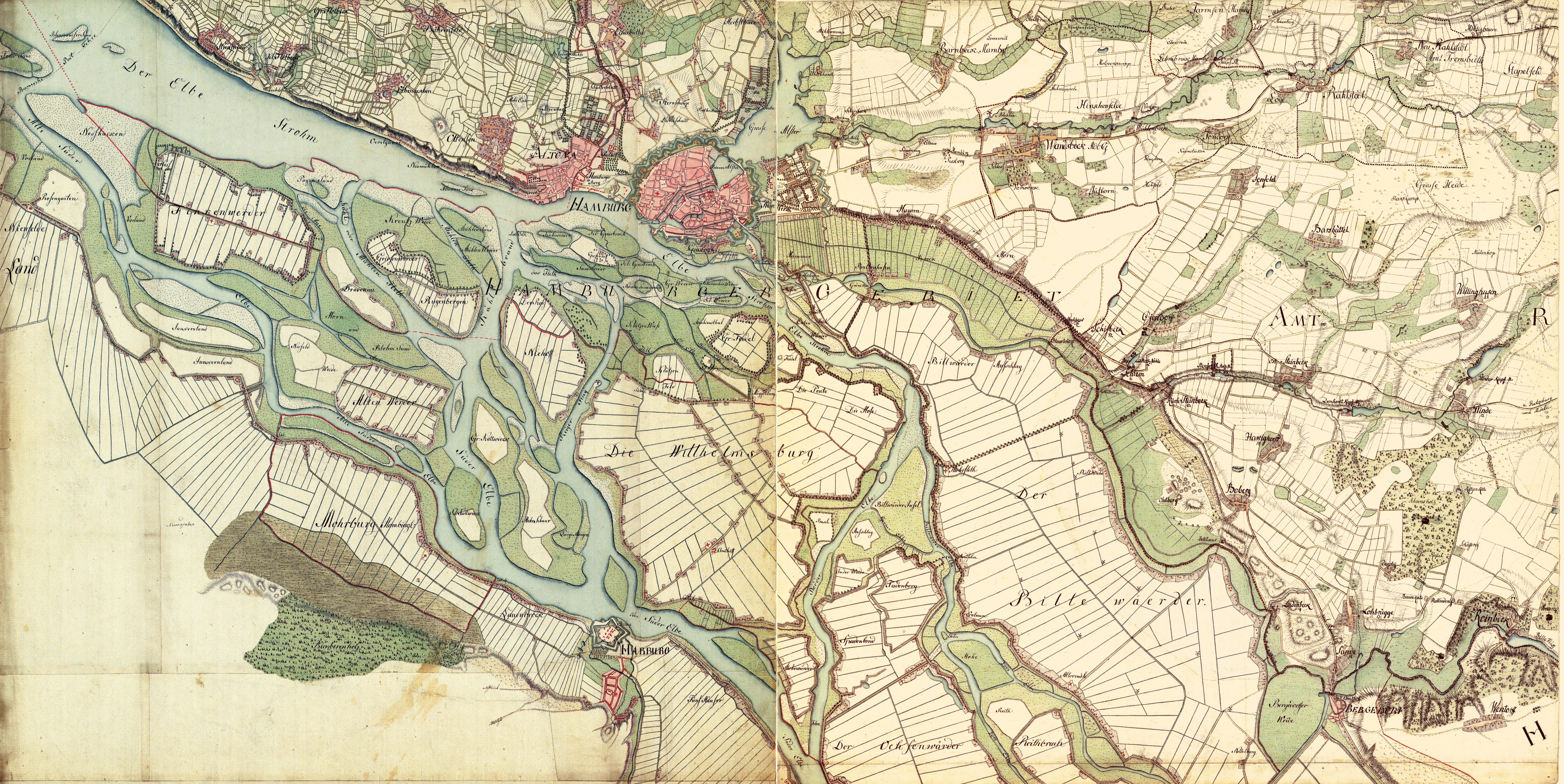
Elbarme bei Hamburg um 1790, der am weitesten westlich verlaufende Flussast ist als „Alte Süder Elbe“ bezeichnet

Dieses Gewässer war ursprünglich der westliche Abschnitt der Süderelbe zwischen dem Abzweig vom Köhlbrand und der Einmündung in die Unterelbe. Bereits um 1790 wurde der Hauptteil des Wassers der Süderelbe in den Köhlbrand geleitet, der Mündungsarm deutlich verkleinert und ab dieser Zeit als Alte Süderelbe bezeichnet.
Nach der verheerenden Sturmflut 1962 wurde diese Einmündung im Bereich des Mühlenberger Lochs 1963 geschlossen, erhöht und abgedeicht und damit vom Hauptstrom abgetrennt. Zeitgleich schloss man die Verbindung zur restlichen Süderelbe, so, dass die Alte Süderelbe seitdem nicht mehr dem Tideeinfluss unterliegt. Über die nordwestliche Absperrung verläuft jetzt eine Straßenverbindung nach Neuenfelde und Cranz und die Start- und Landebahn der Luftwerft der Airbus Deutschland GmbH (EADS).
Im Zuge der Hafenerweiterung Finkenwerders wurde die Alte Süderelbe durch Aufschüttungen im Bereich östlich der Hamburger Aluminiumwerke weiter auf die Größe eines Entwässerungsgrabens verschmälert.
Am südöstlichen Ende des Gewässers besteht am Auedeich am Deichsiel Storchennest eine Verbindung mit dem Finkenwerder Vorhafen, ferner über das Schleusenfleet ein Zufluss aus den südlich gelegenen Gewässern Moorwettern und Moorburger Landscheide.
Der westliche Bereich des jetzigen Sees bildet mit seinen Uferbereichen das Naturschutzgebiet Finkenwerder Süderelbe.

## Fischfauna
Die Alte Süderelbe ist ein Altgewässer der Elbe, das vom Angelsportverband Hamburg bewirtschaftet wird. Sie gehört zu den sogenannten Hamburger Verbandsgewässern, in denen Mitglieder der dem Verband angeschlossenen Angelvereine den Angelsport ausüben können.
Folgende Fischarten kommen in dem Gewässer vor: Karpfen, Schleien, Rotaugen, Rotfedern, Alande, Brachsen, Hechte, Zander, Rapfen, Flussbarsche, Kaulbarsche und  Aale. Vor allem Karpfen und Brachsen können in dem flachen und streckenweise sehr flachen (bis 2 Meter) und schlammigen Gewässer aufgrund des guten Nahrungsangebotes hohe Gewichte erreichen. Auch Zander und Aale wachsen dort sehr gut. Im Sommer kommt es häufig zu einem Massenauftreten von Wollhandkrabben. In den Naturschutzzonen ist das Angeln strengstens untersagt.